# أوتافيو ديلا
أوتافيو ديلا (بالبرتغالية: Otávio Della‏) مواليد 22 يونيو 1969 في ساو باولو، هو لاعب كرة مضرب برازيلي سابق وكان يلعب باليد اليمنى. أعلى تصنيف له في الفردي كان المركز الـ 299 في سنة 1990. أعلى تصنيف له في الزوجي كان المركز الـ 125 في سنة 1994.

## النهائيات

### الزوجي: (5)
| الرقم | السنة | الدورة              | الأرضية | الشريك          | المنافس في النهائي              | النتيجة في النهائي |
| ----- | ----- | ------------------- | ------- | --------------- | ------------------------------- | ------------------ |
| 1.    | 1993  | كوتيا، البرازيل     | صلبة    | مارسيلو ساليولا | دانيلو مارسيلينو فرانسيسكو رويج | 6–2, 6–7, 6–3      |
| 2.    | 1993  | ساو لويز، البرازيل  | صلبة    | مارسيلو ساليولا | لويس ماتار خايمي أونسينس        | 6–7, 6–3, 7–6      |
| 3.    | 1994  | ساو باولو، البرازيل | ترابية  | مارسيلو ساليولا | نيلسون آرتس دانيلو مارسيلينو    | 6–4, 6–2           |
| 4.    | 1994  | فورتاليزا، البرازيل | صلبة    | مارسيلو ساليولا | بيل باربر إيفان بارون           | فوز سهل            |
| 5.    | 1994  | ناتال، البرازيل     | ترابية  | مارسيلو ساليولا | غاستون إتليس ريكاردو منا        | 6–4, 6–3           |

## روابط خارجية
- أوتافيو ديلا على موقع رابطة محترفي التنس (الإنجليزية)
- أوتافيو ديلا على موقع الاتحاد الدولي لكرة المضرب (الإنجليزية)
- أوتافيو ديلا على موقع خلاصة التنس.كوم (الإنجليزية)